# 克雷格斯米爾 (密歇根州)
克雷格斯米爾（英語：Criagsmere）是位於美國密歇根州昂托納貢縣麥克米倫鎮區的一個非建制地區。此地由克雷格木材場（Craig Lumber Company）於1880年代作為公司市鎮而建立。

## 地理
克雷格斯米爾所處的海拔為高於海平面377米（即1237英呎），而該地所採用的時區為UTC-5，即北美东部時區（EST）。同時該地設有夏令時間，為UTC-5調快一小時，即UTC-4（EDT）。